# Andrea H. Schneider-Braunberger
Andrea H. Schneider-Braunberger (* 22. März 1968 in Coburg) ist eine deutsche Historikerin. Seit 1996 ist sie Geschäftsführerin der Gesellschaft für Unternehmensgeschichte.

## Leben
Schneider-Braunberger studierte Mittlere und Neuere Geschichte an der Goethe-Universität in Frankfurt am Main. 1996 wurde sie mit dem Thema „Die Kunst des Kompromisses, Helmut Schmidt und die Große Koalition“ promoviert. Sie war Promotions-Stipendiatin der Friedrich-Ebert-Stiftung.
Seit 1996 ist sie Geschäftsführerin der GUG und seit 2012 führt sie auch die Gesellschaft für Unternehmensgeschichte mbH. Ebenfalls seit 1996 ist sie Schriftleiterin der Zeitschrift für Unternehmensgeschichte (ZUG).
Seit 2007 gehört sie dem Kuratorium des Historischen Museums Frankfurt an. Darüber hinaus engagiert sie sich in der internationalen Vernetzung der unternehmenshistorischen Forschung. Von 2006 bis 2017 gehörte sie dem Council der European Business History Association (EBHA) an. Von 2007 bis 2013 war sie erst als Schatzmeisterin, von 2013 bis 2015 als Vize-Präsidentin und zuletzt von 2015 bis 2017 als Präsidentin für die EBHA tätig.
Sie ist sie Gründungsmitglied der Society for European Business History e. V. und gehörte dem Redaktionsteam des „European Yearbook of Business History“ an.
Bis heute konzipierte und betreute sie weit über 100 Forschungsprojekte zu unternehmenshistorischen Themen und organisierte eine Vielzahl an wissenschaftlichen Symposien, internationalen Konferenzen und Vortragsveranstaltungen. Zudem ist sie Verfasserin einer Reihe von Unternehmensgeschichten. Ihre Forschungsschwerpunkte bilden dabei die Themen Bankgeschichte, Familienunternehmen im Zeitraum der Weimarer Republik, des Nationalsozialismus und der frühen Bundesrepublik Deutschland.

## Publikationen (Auswahl)
- Manfred Pohl unter Mitarbeit von Andrea H. Schneider: Die Geschichte der VIAG, 1923-1998, Vom Staatsunternehmen zum internationalen Konzern. München 1998.[4]
- Manfred Pohl, Andrea H. Schneider: Die Rentenbank: von der Rentenmark zur Förderung der Landwirtschaft; 1923 - 1949 - 1999. Piper, München/Zürich 1999, ISBN 3-492-04143-4.
- Die Kunst des Kompromisses: Helmut Schmidt und die Große Koalition 1966-1969. Schöningh, Paderborn 1999, ISBN 3-506-77957-5.
- State Owned Enterprises: Hitler’s Willing Servants? The Decision-making Structures of VIAG (Vereinigte Industrieunternehmungen AG) and RKA (Deutsche Retenbank-Kreditanstalt). In: European Yearbook of Business History, No. 3, 2000, S. 106–124.[5]
- Christopher Kobrak, Andrea H. Schneider: Big Business and the Third Reich: An Appraisal of the Historical Arguments. In: Dan Stone (Hrsg.): The Historiography of the Holocaust. Palgrave Macmillan, London 2004, ISBN 1-4039-9927-9, S. 141–172.
- Johannes Bähr, Andrea H. Schneider: Teilzahlung im Wandel. Von der Kreditanstalt für Verkehrsmittel zur Diskont und Kredit AG, 1924–1951. Piper, München 2006, ISBN 978-3-492-05068-5.
- Die deutsche Unternehmensgeschichte und die Entwicklung ihrer Institutionen. In: Wilfried Feldenkirchen, Susanne Hilger, Kornelia Rennert (Hrsg.): Geschichte – Unternehmen – Archive, Festschrift für Horst A. Wessel zum 65. Geburtstag. Klartext-Verlag, Essen 2008, ISBN 978-3-8375-0007-3, S. 147–167.
- Immergrüner Wandel: 85 Jahre Rentenbank. Gabler Verlag / GWV Fachverlage, Wiesbaden 2009, ISBN 978-3-8349-8531-6.
- Christopher Kobrak, Andrea H. Schneider: Varieties of Business History. In: Business History Review, 2011.[6]
- A Hidden Champion from the Haseltal. In: Robert Meier: From the Iron Hammer Works in Hasloch to Kurtz Ersa. Essen 2014.[7]
- Jörg Lesczenki, Thomas Mayer, Andrea H. Schneider: Vom Bocholter Wattefritzen zum Internationalen Automobilzulieferer. Essen 2016, S. 86–142.[8]
- Bankenverband Hessen e. V. – 70 Jahre gemeinsam für den Finanzplatz Frankfurt. In: Gemeinsam für den Finanzplatz 1947–2017, hrsg. vom Bankenverband Hessen, Frankfurt am Main 2017, S. 19–88, DNB 1132831695
- The Emergence of the Leasing Business in Europe (ヨーロッパにおけるリース産業のはじまり). In: The Kyoto Economic Revue, 2019.[9]
- Andrea H. Schneider-Braunberger, Stephanie Tilly: Alles mit Bedacht? 225 Jahre Bankhaus C.L. Seeliger. Joh. Heinr. Meyer, Braunschweig 2019, ISBN 978-3-926701-91-6, S. 49–114.
- Michael Bermejo, Andrea H. Schneider-Braunberger: Das goldene Netzwerk. Die deutsche Gesellschaft für Goldschmiedekunst in der Zeit des Nationalsozialismus. Frankfurt am Main 2019, ISBN 978-3-95542-361-2.
- Das Bankhaus Metzler im Nationalsozialismus. Frankfurter Netzwerke in schwierigen Zeiten. München 2022, ISBN 978-3-446-27498-3.
- Miele im Nationalsozialismus. Ein Familienunternehmen in der Rüstungs- und Kriegswirtschaft. München 2023, ISBN 978-3-8275-0188-2.
- Das unwahrscheinliche Überleben des Bankhauses Gebr. Bethmann, 1919 bis 1948. Der Versuch einer Rekonstruktion. In: Zeitschrift für Unternehmensgeschichte (ZUG). Band 69, Nr. 1, 2024, ISSN 0342-2852, S. 23–56.
- Andrea H. Schneider-Braunberger (Hrsg.): Birkenstock. Die Geschichte einer Weltmarke. München 2024, ISBN 978-3-421-07028-9.

## Rezensionen
- Harald Wixforth: Rezension zu Johannes Bähr/Andrea H. Schneider, Teilzahlung im Wandel. Von der Kreditanstalt für Verkehrsmittel AG zur Diskont und Kredit AG 1924-1951, in: Zeitschrift für Unternehmensgeschichte, 52 (1), S. 107–108.[10]
- Stephanie Tilly: Rezension zu Lesczenski, Jörg/Mayer, Thomas/Schneider, Andrea H., Vom Bocholter Wattefritzen zum internationalen Automobilzulieferer. Borgers: 150 years – one family, in: Zeitschrift für Unternehmensgeschichte, 63 (2), S. 344–345.[11]